# Мацумото, Ацуси
Ацуси Мацумото (яп. 松本 篤史 Мацумото Асуси, род. 24 марта 1988) — японский борец, выступающий как по правилам греко-римского, так и по правилам вольного стиля, призёр чемпионатов мира и Азии.

## Биография
Родился в 1988 году. В 2005 году стал чемпионом Азии среди кадетов по правилам вольной борьбы.
В 2015 году завоевал серебряную медаль чемпионата Азии по правилам вольной борьбы. В 2017 году завоевал серебряную медаль чемпионата Азии по правилам греко-римской борьбы. В 2018 году завоевал бронзовую медаль чемпионата мира по правилам вольной борьбы.